# Stenohesma nomadiformis
Stenohesma nomadiformis är en biart som beskrevs av Michener 1965. Stenohesma nomadiformis ingår i släktet Stenohesma och familjen korttungebin. Inga underarter finns listade i Catalogue of Life.

## Bildgalleri

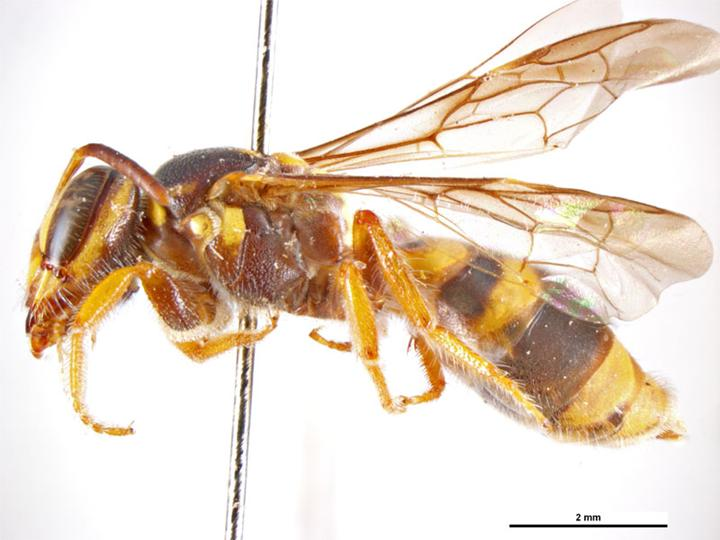
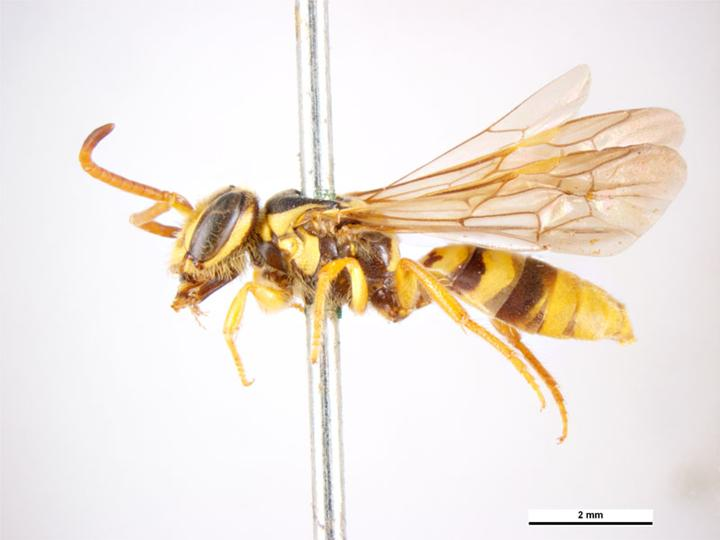